# 지닌 테일러
저닌 테일러(Jeannine Taylor, 영어 발음: /dʒəˈnin/, 1954년 6월 2일 ~ )는 미국의 배우이다.
하트퍼드에서 태어났다.

## 출연 작품

### 영화
- 13일의 금요일 (1980) - 마시 커닝햄 역